# Ben Clark
Ben Clark (Eivissa, 21 de juny de 1984) és un poeta i traductor eivissenc d'origen britànic. Ha rebut diversos premis literaris, entre els quals destaquen el premi Hiperión de 2006, ex aequo amb David Leo García; el VII Premi Nacional de Poesia Jove Félix Grande; el IV Premi de Poesia Jove RNE per un llibre escrit amb Andrés Catalán i el Premi Ciutat de Palma-Joan Alcover de Poesia 2013. El 2012 i el 2013 va obtenir un accèssit en els Premis del Tren. Ha estat becari de creació literària a la Fundació Antonio Gala (2004-2005); a The Hawthornden Castle International Retreat for Writers (Escòcia); i a The Château de Lavigny International Writers' Residence (Suïssa). Entre 2002 i 2012 col·laborar en el Diario de Ibiza amb una columna setmanal en català i ha col·laborat amb entrevistes i articles per altres mitjans com La Vanguardia o El País. Ha traduït els poetes Anne Sexton, Stephen Dunn i Edward Thomas, i al narrador George Saunders. La seva obra apareix en diversos reculls i antologies de poesia espanyols dels darrers anys.

## Obra publicada
Poesia
- La fiera (Premi Ciutat de Palma Joan Alcover 2013; Palma, Sloper, 2014). 70 pàgines, ISBN 978-84-942494-0-2.
- Los últimos perros de Shackleton (Ciutat de Mèxic, Proyecto Literal, 2013). 70 pàgines, ISBN 978-607-9088-35-4.
- Hijos de la bonanza. Antología personal (2006-2012) (eBook, Sigueleyendo, 2013). 33 pàgines, ISBN ebook 978-84-9007-356-8.
- Mantener la cadena de frío (amb Andrés Catalán). IV Premi de Poesia Jove RNE, València, Pre-Textos, 2012). 86 pàgines, ISBN 978-84-15297-81-9.
- El amor del dodo (Morille, Asociación cultural El Zurguén, 2012). 62 pàgines, ISBN 978-84-937294-7-9.
- Basura (Salamanca, Delirio, 2011). 112 pàgines, ISBN 978-84-938607-1-4.
- La mezcla confusa (VII Premi Nacional de Poesia Jove Félix Grande; San Sebastián de los Reyes, Universidad Popular José Hierro, 2011). 80 pàgines, ISBN 978-84-95710-62-8.
- Memoría (Barcelona, Huacanamo, 2009). 72 pàgines, ISBN 978-84-9360-933-7.
- Cabotaje (Premi Art Jove de les Illes Balears 2005; Salamanca, Delirio, 2008). 72 pàgines, ISBN 978-84-936877-1-7.
- Los hijos de los hijos de la ira (XXI Premi Hiperión; Madrid, Hiperión, 2006). 64 pàgines, ISBN 84-7517-875-8.
- Secrets d'una sargantana i altres poemes (Santa Gertrudis de Fruitera, Associació Pares d'Alumnes del C.P. Santa Gertrudis, 2001). 52 pàgines, ISBN 978-84-60731-95-5.

Inclusions en antologies poètiques
- Barcos sobre el agua natal. Poesía hispanoamericana desde el siglo XXI, (eds. Jocelyn Pantoja i Rafael Saravia; Coedició Leteo i Literal, 2012). ISBN 978-84-616-1070-9
- Nocturnos, Antología de los poetas y sus noches, (ed. Antonio Huerta; Jerez de la Frontera, Origami, 2011). ISBN 978-84-938996-4-6.
- Ida y vuelta, Antología poética sobre el viaje, (ed. Begoña Callejón; Granada, Fin de viaje, 2011). ISBN 84-938680-0-0.
- VOX 2.0 (ed. Fabio de la Flor; Salamanca, Delirio, 2009). 76 pàgines, ISBN 978-84-936877-5-5.
- Antología del Beso, poesía última española, (ed. Julio César Jiménez; Mitad doble, 2009). ISBN 978-84-613-0665-7.

Traduccions
- Pastoralia, de George Saunders (Barcelona, Alfabia, 2014). De l'anglès.242 pàgines, ISBN 978-84-942552-1-2
- Diez de diciembre, de George Saunders (Barcelona, Alfabia, 2013). 271 pàgines. De l'anglès, ISBN 978-84-940928-6-2
- En otro momento, de Stephen Dunn. Traducció d'Andrés Catalán i Ben Clark. (Salamanca, Delirio, 2013). 128 pàgines, ISBN 978-84-15739-01-2. De l'anglès.
- Poesía Completa, d'Edward Thomas (Ourense, Linteo, 2012). 424 pàgines, ISBN 978-84-96067-81-3. De l'anglès.
- Tengo una cita con la Muerte. Poetas muertos en la Gran Guerra, de VV. AA. Traducció i ed. de Borja Aguiló Obrador i Ben Clark. (Ourense, Linteo, 2011). 172 pàgines, ISBN 978-84-96067-56-1. De l'anglès.
- La parte que falta, de Shel Silverstein (Barcelona, Intermón Oxfam, 2010). 108 pàgines, ISBN 978-84-8452-682-7. De l'anglès.
- Poemas de amor, d'Anne Sexton (Ourense, Linteo, 2009). 168 pàgines, ISBN 978-84-96067-41-7. De l'anglès.